# Hari (hindouisme)
Pour les articles homonymes, voir Hari.
Hari est à l'origine un nom de couleur en sanskrit qui signifie: jaune, or. Il est devenu un des noms du dieu de l'hindouisme Vishnou et aussi de l'un de ses avatars: Krishna.